# Melonia
Melonia es un género de foraminífero bentónico considerado un sinónimo posterior de Melonites, el cual es considerado a su vez un sinónimo posterior de Borelis de la familia Alveolinidae, de la superfamilia Alveolinoidea, del suborden Miliolina y del orden Miliolida. Su especie tipo era Melonites sphaerica. Su rango cronoestratigráfico abarcaba el Holoceno.

## Clasificación
Melonia incluía a las siguientes especies:
- Melonia costulata
- Melonia sphaerica
- Melonia sphaeroidea
- Melonia sphaeroides